# Maulain
Maulain est une ancienne commune française du département de la Haute-Marne en région Grand Est. C'est une commune associée du Val-de-Meuse depuis 1972.

## Géographie
Le village est traversé par les routes D189 et D429.

## Histoire
En 1789, Maulain dépend de la province de Champagne dans le bailliage de Langres.
Le 2 juin 1972, la commune de Maulain est rattachée sous le régime de la fusion-association à celle de Montigny-le-Roi qui devient Le Val-de-Meuse. 

## Politique et administration
| Période                                  | Période | Identité     | Étiquette | Qualité |
| ---------------------------------------- | ------- | ------------ | --------- | ------- |
|                                          |         | Pascal Roret |           |         |
| Les données manquantes sont à compléter. |         |              |           |         |

## Démographie
| 1793 | 1800 | 1806 | 1821 | 1831 | 1836 | 1841 | 1846 | 1851 |
| ---- | ---- | ---- | ---- | ---- | ---- | ---- | ---- | ---- |
| 212  | 219  | 256  | 284  | 279  | 282  | 287  | 294  | 295  |

| 1856 | 1861 | 1866 | 1872 | 1876 | 1881 | 1886 | 1891 | 1896 |
| ---- | ---- | ---- | ---- | ---- | ---- | ---- | ---- | ---- |
| 267  | 266  | 263  | 272  | 286  | 264  | 251  | 233  | 212  |

| 1901 | 1906 | 1911 | 1921 | 1926 | 1931 | 1936 | 1946 | 1954 |
| ---- | ---- | ---- | ---- | ---- | ---- | ---- | ---- | ---- |
| 217  | 224  | 208  | 159  | 170  | 154  | 155  | 150  | 157  |

| 1962 | 1968 | - | - | - | - | - | - | - |
| ---- | ---- | - | - | - | - | - | - | - |
| 161  | 134  | - | - | - | - | - | - | - |

## Lieux et monuments
- Eglise Saint-Félix

## Héraldique
| Blason de Maulain | Blason  | De gueules au chaudron d’or. |
| Blason de Maulain | Détails |                              |